# Douglas DC-7
Il Douglas DC-7 è un quadrimotore da trasporto di linea passeggeri e, nella sua versione DC-7F da trasporto merci (cargo), ad ala bassa sviluppato dall'azienda statunitense Douglas Aircraft Company nei primi anni cinquanta.
Introdotto nel maggio 1953, fu l'ultimo modello destinato al trasporto aereo civile equipaggiato con gruppi motoelica realizzato dalla Douglas ed il primo in grado di volare senza scalo da est ad ovest attraverso gli Stati Uniti continentali.
Nella sua versione a lungo raggio più recente, la DC-7C, venne soprannominato "Seven Seas" (sette mari) sia per l’assonanza della pronuncia inglese della sigla 7C, sia per la potenzialità di trasportare il suo carico di 110 passeggeri in ogni parte del mondo.
Dei 338 esemplari costruiti, realizzati tra il 1953 ed il 1958, la maggior parte sono stati convertiti alla versione DC-7F cargo o rottamati, tuttavia alcuni di essi risultano ancora operativi nella lotta aerea antincendio, nella localizzazione dei satelliti artificiali e nelle competizioni aeronautiche.

## Storia del progetto
La forte competizione postbellica fra Douglas e Lockheed nel mercato dei velivoli a lungo raggio produsse svariati e bellissimi modelli di successo.
Il Douglas DC-7 fu l'ultimo prodotto della famiglia dei quadrimotori a pistoni iniziata con il DC-4 ed anche l'ultimo aereo ad elica dell'industria di Donald Wills Douglas. Con i suoi potenti motori radiali turbocompressi Wright, il DC-7 venne commercializzato nel 1953, riscuotendo subito grande successo tra le compagnie aeree.
La produzione cessò nel 1958 con 338 aeromobili venduti, di cui 128 dell'ultima serie, che gli valse il soprannome di Seven Seas da parte della BOAC.

## Versioni
DC-7A
prima versione avviata alla produzione in serie, caratterizzata dalla cabina passeggeri da 65 posti. In produzione fino al 1954 e realizzata in 105 esemplari.
DC-7B
seconda versione, versione a lungo raggio, da 93 posti circa, riadattabile a cargo. Fino al 1956
DC-7C Seven Seas
ultimo sviluppo, versione a lungo raggio con capacità di volo transatlantico senza scalo, equipaggiata con motori R-3350 turbo-compound da 3 400 hp (2 540 kW) e dotata di serbatoi di combustibile dalla maggior capienza, integrati nelle semiali dall'apertura maggiorata: realizzata in 121 esemplari.
DC-7D
variante turboelica pianificata ma mai costruita caratterizzata dall'impianto propulsivo basato su quattro Rolls-Royce Tyne.
DC-7F
conversione cargo da esemplari già prodotti.

## Utilizzatori

### Civili
(lista parziale)
 Australia
- Qantas

 Belgio
- Sabena

 Brasile
- Panair do Brasil

 Emirati Arabi Uniti
- Emirates

 Giappone
- Japan Airlines

 Italia
- Alitalia - Linee Aeree Italiane

 Madagascar
- Madair

 Paesi Bassi
- Martin's Air Charter
- KLM

 Turchia
- Turkish Airlines

 Regno Unito
- BOAC
- Caledonian Airways
- Dan-Air

 Stati Uniti
- American Airlines
- Braniff International Airways
- Delta Air Lines
- Eastern Air Lines
- National Airlines
- Northwest Orient
- Pan American World Airways
- Trans World Airlines
- United Airlines

 Svizzera
- Swissair

- SAS

### Militari
Colombia
- Fuerza Aérea Colombiana

operò con un DC-7B ed un DC-7C
 Francia
- Armée de l'air

operò con tre DC-7C
 Messico
- Fuerza Aérea Mexicana

operò con un DC-7B
 Rhodesia
- Rhodesian Air Force

 Stati Uniti